# Districtul Trenčín

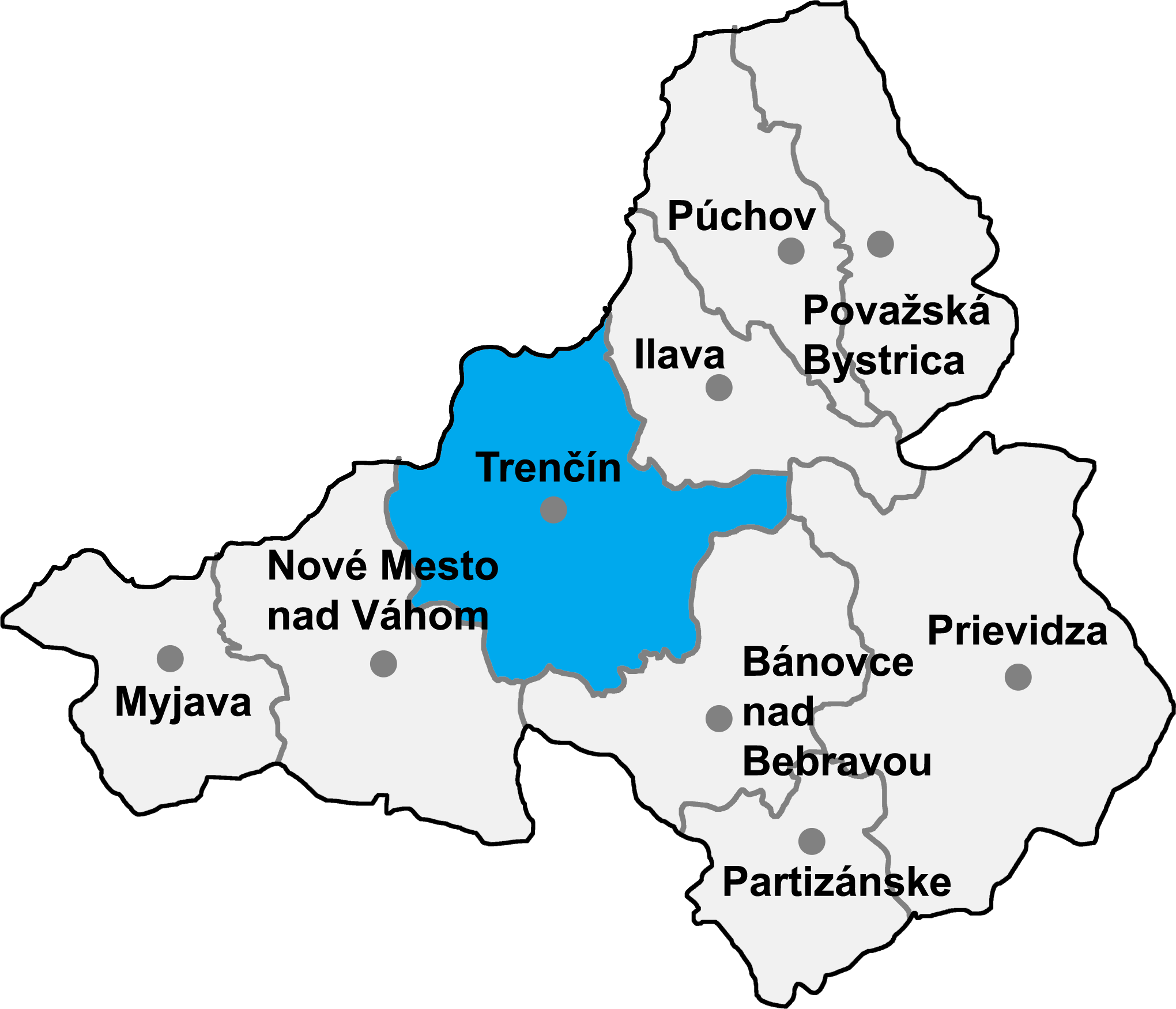
Districtul Trenčín

Districtul Trenčín (okres Trenčín) este un district în Slovacia vestică, în Regiunea Trenčín. 
Se învecinează cu districtele Bánovce nad Bebravou, Nové Mesto nad Váhom și Ilava. În nord-vest, granița de stat slovacă formează, de asemenea, granița districtului Trenčín. 

## Demografie
| An:                | 1994    | 2004    | 2014    | 2024    |
| ------------------ | ------- | ------- | ------- | ------- |
| Număr de persoane: | 113.057 | 112.515 | 113.863 | 113.208 |
| Diferență:         |         | −0,47%  | +1,19%  | −0,57%  |

| An:                | 2023    | 2024    |
| ------------------ | ------- | ------- |
| Număr de persoane: | 113.225 | 113.208 |
| Diferență:         |         | −0,01%  |

## Comune
- Adamovské Kochanovce
- Bobot
- Dolná Poruba
- Dolná Súča
- Drietoma
- Dubodiel
- Horná Súča
- Horňany
- Horné Srnie
- Hrabovka
- Chocholná-Velčice
- Ivanovce
- Kostolná-Záriečie
- Krivosúd-Bodovka
- Melčice-Lieskové
- Mníchova Lehota
- Motešice
- Nemšová
- Neporadza
- Omšenie
- Opatovce
- Petrova Lehota
- Selec
- Skalka nad Váhom
- Soblahov
- Svinná
- Štvrtok
- Trenčianska Teplá
- Trenčianska Turná
- Trenčianske Jastrabie
- Trenčianske Mitice
- Trenčianske Stankovce
- Trenčianske Teplice
- Trenčín
- Veľká Hradná
- Veľké Bierovce
- Zamarovce